# Джакомо Пакияроти
Джàкомо Пакиярòти (на италиански: Giacomo Pacchiarotti; * 1474, Сиена, Сиенска република, † 1540, Витербо) е италиански художник от Сиенската школа.

## Биография
Името на Джакомо Пакияроти е трудно разграничимо от изследователите от името „Пакиярото, работещ във Фонтенбло“, на когото по-рано са приписвани произведенията на Джакомо, както и от един друг художник – Джироламо дел Пакия. След разделянето на художественото наследство на Пакиярото изкуствоведите приписват на Джакомо малко творби. Въпреки факта, че изкуството на Пачиароти по своята структура на пръв поглед е по-близко до 15 век отколкото до 16 век (общоприетата гледна точка е, че дължи формирането си на Бернардино Фунгаи), Джакомо, със своите еклектично творчество, създава онази ренесансова смес, от която се развива изкуството на Доменико Бекафуми.

## Биография и творчество
В хронологията на неговия живот съобщенията за изпълнение на художествени работи съответства със съобщения за участие на Джакомо във военни действия и политически събития. От 1514 г. той завършва работите си над фрески в Капела „Пиколомини“, а през 1519 г. става гонфалониер (общински служител с важни функции) в Сталореджи ди Фуори. През 1526 г. участва във военните действия в Камоли против папските и флорентинските войски. През 1528 г. изписва картина за църквата „Санта Мария от Треза“, участва в щурма на Монтебеники (днес подселище на Бучине), и работи над фортификациите на Сиена. През 1529 г. е задържан в затвора за измяна, скоро е помилван, но ограничен да живее във Витекьо. През 1530 г. приема да участва в заговора на партиите на либертините и пополаните. През 1532 г. работи над фрески в Капела „Сан Джовани дела Морте“ През 1534 г. е назначен глава на района на Сан Марко. През 1534 г. става член на клуб Бардоти – доста опасна групировка; през 1535 г. след разгрома на този клуб е принуден да се укрива, но през 1539 г. отново е назначен на административната длъжност в Сталореджи. Запис от 17 август 1540 г. съобщава за неговата смърт.

## Произведения
В архивните документи има малко сведения за крупни живописни работи на Джакомо, а често се споменава неговото участие в създаване на стандарти за обществени ритуали и процесии, благодарение на което сред специалистите той е остава като „дизайнер на процесии“. Числото на достигналите до наши дни произведения на Пакияроти е неголямо. Известна е „Мадоната с Младенеца на трон със светии“, която сега се намира в Музея на археологията в Казоле д'Елса и в нея е видно влиянието на умбрийската живопис, както и от тричастната олтарна картина „Среща на Мария с Елисавета“, „Св. Франциск от Паола“ и „Архангел Михаил“ (1510 г., Сиена, Пинакотека). Няколко произведения на Пакияроти се намират в частни колекции, а също така и в църквите около Сиена.